# Combretum gabonense
Combretum gabonense är en tvåhjärtbladig växtart som beskrevs av Arthur Wallis Exell. Combretum gabonense ingår i släktet Combretum och familjen Combretaceae. Inga underarter finns listade i Catalogue of Life.